# Крайцери тип „Сейнт Луис“
Сейнт Луис (на английски: St. Louis) са серия крайцери на ВМС на САЩ от началото на 20 век. Всичко от проекта за флота са построени 3 единици: „Сейнт Луис“ (на английски: USS St. Louis C-20), „Милуоки“ (на английски: USS Milwaukee C-21) и „Чарлстън“ (на английски: USS Charleston C-22). Проектирани са като подобрена версия на „USS Olympia (C-6)“. Първоначално са класифицирани като бронепалубни крайцери първи ранг, фактически са броненосни крайцери, подобни на типа „Кент“ (на английски: Kent). Към началото на Първата световна война тяхната скорост вече се смята за недостатъчна, което прави тези кораби неефективни като крайцери. Объркването в класификацията на крайцерите възниква в началото на 20 век, поради това че журналистите измислят за тях особена класификация, в съответствие с която те се наричат „полуброненосни“ (на английски: semi-armored cruisers) или „леки броненосни“ (на английски: light armored cruisers) крайцери. Кой може да предполага, че след 8 години така ще нарекат съвсем друг тип крайцери – британските кораби от типа „Аретуза“ (на английски: Arethusa).

## Класификация на типа
Регистърът на съдовете на ВМС на САЩ причислява типа към бронепалубните крайцери (на английски: protected cruisers). Към момента на влизането им в строй бронепалубните крайцери се отнасят към крайцерите от втори ранг и заедно с крайцерите от трети ранг имат класификационната приставка „С-“ (на английски: cruiser) и получават бордови номера съответно С-20, С-21 и С-22. Поради техния относително къс и тънък пояс този тип се числи към „полуброненосните крайцери“, намирайки се между бронепалубните крайцери и броненосните крайцери. Някои източници ги отнасят към броненосните крайцери. Проблемът с класификацията им се усложнява от официалния „Справочник за корабите на военноморския флот“ за 1911 г. (на английски: Ships' Data Book), в който типът „Сейнт Луис“ е указан заедно с броненосните крайцери в таблицата за „Крайцери от първи ранг“. През 1920 г. в резултат на прекласификация крайцерите получават новата класификационна приставка „СА-“, според която остават „крайцери“. Но при това има изменение в номерацията им и те получава номерата СА-18 и СА-19 (към този момент „Милуоки“ поради гибел вече е изключен от списъците на флота).

## Избор на проект
При проектирането им се отработват различни варианти за водоизместимост от 6000 до 9700 тона. От варианта 6000 тона се отказват, тъй като след построяването в корабостроителницата на „Крамп“ на 23 възловия „Варяг“ да имат 20-възлов крайцер е просто неприлично. На 2 юли 1900 г. на заседание на Съвета по строителство се изработват предварителните характеристики: 8500-тонен кораб, с 1500 тона въглища, способен да развие 22 или 23 възела, въоръжен с дванадесет (по-късно вече четиринадесет) 6-дюймови оръдия и защитен с бронирана палуба (5 дм. скос, 2 – в хоризонталната част). По резултатите от разрушенията, нанесени на испанските крайцери, е оценено като грешка да се строят толкова големи кораби без вертикална поясна броня, в резултат на което размерът нараства до максималния и крайцерите получават четиридюймов пояс. Машините трябва да поддържат ход от 19 възела в течение на денонощие и корабите трябва да развиват максималната скорост от 22 възела (при „Кент“ 21 и 23 съответно). От крайцера се изисква 9000 милна далечина на плаване, затова и пълният запас от гориво не може да бъде по-малко от 1500 тона. В резултат се получават крайцери с максималния размер и окончателната нормална водоизместимост даже надвишава 9700 тона. Проблемите с усвояването в САЩ на круповската броня с умерена дебелина води до това, че трябва да се постави броня тип Харви.

## Конструкция
Крайцерите като че ли са намалена и по-евтина версия на броненосни крайцери тип „Пенсилвания“. Проектирането им започва като усъвършенствани бронепалубни крайцери тип „Колумбия“ със защита от бронева палуба, по-късно решават да добавят пояс в района на котлите, макар по програма крайцерите да продължават да се числят за бронепалубни (protected), а не броненосни, по време на службата им ги наричат леки броненосни крайцери (думата броненосни не се пропуска) или полуброненосни (semi-armored cruiser). Един от прототипите за проекта е построеният в САЩ за Русия „Варяг“, още един е USS Olympia. Тези три крайцера напомнят на британските „Кент“, макар и да им отстъпват по толкова важната за „ловците“ характеристика като скоростта. Двадесет и двата възела за борба с рейдерите след Руско-японската война са явно недостатъчни.
„Сейнт Луис“, „Милуоки“ и „Чарлстън“ са по-големи, отколкото знаменития „Асама“. Но по въоръжение и защита те не са никакви съперници на броненосните японски кораби. Отсъствието на пробиващи бронята оръдия (от 190-mm и нагоре), при същия брой шестдюймовки, ги лишава от възможността да пробиват бронята на противника, а собственият им 102-mm пояс, още повече къс, лошо ги прикрива от бронебойни снаряди.

### Силова установка
Главната енергетична установка включва в себе си шестнадесет водотръбни котела на „Babcock & Wilcox“, работещи на въглища, и две вертикални четирицилиндрови парни машини с тройно разширение, с проектна мощност на силовата установка: 21 000 к.с. (16 000 kW).
Проектна скорост: 22 възела (41 km/h; 25 mi/h).
Запас въглища: нормален – 650 дълги тона, пълен – 1650 д.т.
На изпитанията „Милуоки“ достига 22,22 възела (41,15 km/h, 25,57 mi/h) при мощност на машините от 24 166 к.с. (18 021 кW).

### Брониране
Харвиевска броня, но с много високо качество, отстъпваща по бронестойкост на круповската само с десет процента.
Броневият пояс е с дебелина 102 mm и защитава само машините и котлите, и е висок 2,28 m – при нормална водоизместимост е над водата само на един метър. След него върви по-късият (в пределите на батареята) горен пояс, след което е бронирането на батареята на 152-mm оръдия все същите 102 mm. Защитата на елеваторите към открито разположените оръдия и комуникационната тръба към бойната рубка имат защита 76 mm.

### Въоръжение
Въоръжението им е явно недостатъчно. Основата на въоръжението са четиринадесетте нови 152-mm оръдия BL Mk.6 със скорострелност само 4 изстрела в минута, освен това 8 от тях се намират в ниско разположени каземати на главната палуба, разположението на оръдията е много плътно и независимо от 51-mm прегради едно удачно попадение може да извади от строя няколко оръдия. Създаването на куполни установки е признато за безперспективно и по оръдие поставят на бака и юта даже без щитове.
Противоминният калибър на крайцерите е представен от осемнадесет 76-mm и дванадесет 47-mm оръдия. Тридесетте оръдия са поместени в спонсони или открито, равномерно по цялата дължина на корабите, на всички свободни места. Разположението им, заедно с това на 152-mm, затруднява управлението на огъня. На 76-mm артилерия се възлагат преди всичко задачите за борба с миноносците на противника, но реалността на бойните действия ясно показват, че 76-mm калибър е прекалено малък, за да може ефективно да поразява сериозно нарасналите по размер миноносци и контраминоносци.
Те се допълват от осем 37-mm оръдия, ефективността на които е по-скоро не равна на нулата, а отрицателна.

## История на службата
- USS St. Louis (C-20) („Сейнт Луис“) – заложен на 31 юли 1902 г., спуснат на 6 май 1905 г., влиза в строй на 18 август 1906 г.[6]

- USS Milwaukee (C-21) („Милуоки“) – заложен на 30 юли 1902 г., спуснат на 10 септември 1904 г., влиза в строй на 11 май 1906 г. На 13 януари 1917 г. „Милуоки“ засяда на плитчина при бреговете на Калифорния. Опитите да се спаси крайцерът се оказват неудачни и в края на 1918 г. той е напълно разрушен от щорм.

- USS Charleston (C-22) („Чарлстън“) – заложен на 30 януари 1902 г., спуснат на 23 януари 1904 г., влиза в строй на 17 октомври 1905 г.[6]

## Оценка на проекта
За Военноморските сили на САЩ те се оказват твърде големи за малки крайцери и твърде слаби за големи.
| Сравнителни ТТХ на броненосни крайцери от началото на ХХ век с нормална водоизместимост под 10 000 тона | Сравнителни ТТХ на броненосни крайцери от началото на ХХ век с нормална водоизместимост под 10 000 тона | Сравнителни ТТХ на броненосни крайцери от началото на ХХ век с нормална водоизместимост под 10 000 тона | Сравнителни ТТХ на броненосни крайцери от началото на ХХ век с нормална водоизместимост под 10 000 тона | Сравнителни ТТХ на броненосни крайцери от началото на ХХ век с нормална водоизместимост под 10 000 тона | Сравнителни ТТХ на броненосни крайцери от началото на ХХ век с нормална водоизместимост под 10 000 тона | Сравнителни ТТХ на броненосни крайцери от началото на ХХ век с нормална водоизместимост под 10 000 тона | Сравнителни ТТХ на броненосни крайцери от началото на ХХ век с нормална водоизместимост под 10 000 тона |
| | „Глуар“ · Франция                                                                                       | „Сейнт Луис“                                                                                            | „Кент“ · Великобритания                                                                                 | „Йорк“ · Германия                                                                                       | „Изумо“ · Япония                                                                                        | „Баян“ Русия                                                                                            | „Гюдон“ · Франция                                                                                       |
| --- | --- | --- | --- | --- | --- | --- | --- |
| Година на залагане                                                                                      | 1899 | 1902 | 1900 | 1903 | 1898 | 1900 | 1898 |
| Година на влизане в строй                                                                               | 1903 | 1905 | 1903 | 1905 | 1900 | 1903 | 1902 |
| Водоизместимост нормална, t                                                                             | 9856 | 9855 | 9957 | 9533 | 9906 | 7326 | 9548 |
| Пълна, t                                                                                                | ? | 11 024                                                                                                  | 11 176                                                                                                  | 10 266                                                                                                  | 10 470                                                                                                  | 8238 | ? |
| Мощност на ПМ, к.с.                                                                                     | 21 800                                                                                                  | 21 000                                                                                                  | 22 000                                                                                                  | 19 000                                                                                                  | 14 500                                                                                                  | 16 500                                                                                                  | 19 600                                                                                                  |
| Максимална скорост, възела                                                                              | 21,5 | 22 | 23 | 21 | 20,75                                                                                                   | 20,9 | 21 |
| Далечина на плаване, мили (на ход, възела)                                                              | 6500(10)                                                                                                | 6000 (10)                                                                                               | 6500 (10)                                                                                               | 5000 (10) 4200 (12)                                                                                     | 4900 (10)                                                                                               | 3900 (10)                                                                                               | 8500(10)                                                                                                |
| Брониране, mm                                                                                           | | | | | | | |
| Тип | Харви                                                                                                   | Х | Нецеметирана Круп                                                                                       | Круповска стомана                                                                                       | КС | Х | Х |
| Пояс | 150 | 102 | 102 | 100 | 178 | 200 | 150 |
| Палуба (скосове)                                                                                        | 55(45)                                                                                                  | 25(76)                                                                                                  | 19 – 51                                                                                                 | 60(50)                                                                                                  | 63(63)                                                                                                  | 60 | 55 |
| Кули | 170 | – | 127 | 150 | 152 | 150 | 200 |
| Барбети                                                                                                 | 140 | – | 127 | 150 | 152 | 150 | 200 |
| Рубка                                                                                                   | 150 | 127 (КС)                                                                                                | 254 | 150 | 356 | 160 | 160 |
| Въоръжение                                                                                              | 2×194-mm/40 8×1×164-mm/45 6×100-mm 18×1×47-mm/43 2 ТА                                                   | 14×1×152-mm/50 18×1×76,2-mm/50                                                                          | 14(2×2,10×1) ×152-mm/45 10×1×76,2-mm/40 2 ТА                                                            | 2×2×210-mm/40 10×1×150-mm/40 14×1×88-mm/35 4 ТА                                                         | 2×2×203-mm/40 14×1×152-mm/40 12×1×76,2-mm/40 5 ТА                                                       | 2×203-mm/40 8×1×152-mm/45 20×1×75-mm/50 2 ТА                                                            | 2×194 mm/40 8×1×164-mm/45 4×100-mm 16×1×47-mm/43 2 ТА                                                   |

### Коментари към таблицата
1. ↑  За британските и американските кораби в източниците водоизместимостта се дава в дълги тона, за това тя е преизчислена в метрични тонове

Достойнство на „малките големи американци“ е приличната им мореходност, обусловена от високия им борд.

## Коментари
1. ↑  Всички данни са приведени към момента на влизането в строй.
2. ↑  Префиксът „USS“ е от на английски: United States Ship (Кораб на Съединените щати).
3. ↑  Буквите показват принадлежността на кораба към съответен клас: ВВ – линкор, СС, CL, СА – съответно линеен, лек или тежък крайцер, CV – самолетоносач, DD – разрушител, SS – подводница и т.н.